# Borek (okres Havlíčkův Brod)
Borek (německy Borek) je obec v okrese Havlíčkův Brod v Kraji Vysočina. Žije zde 121 obyvatel.

## Historie
První písemná zmínka o vesnici pochází z roku 1557.

## Přírodní poměry
Západně od vesnice leží zatopený borecký lom, na jehož břehu se nachází přírodní památka Borecká skalka.

## Obyvatelstvo
| Rok            | 1869 | 1880 | 1890 | 1900 | 1910 | 1921 | 1930 | 1950 | 1961 | 1970 | 1980 | 1991 | 2001 | 2006 | 2014 |
| Počet obyvatel | 392  | 418  | 386  | 375  | 419  | 398  | 374  | 304  | 296  | 242  | 167  | 136  | 143  | 139  | 130  |

## Části obce
- Borek
- Ostružno

## Znak a vlajka
Právo užívat znak a vlajku bylo obci uděleno rozhodnutím Poslanecké sněmovny Parlamentu České republiky dne 25. března 2005. V zeleno-modře polceném štítě znaku se vpravo nachází na větévce svěšená borová šiška, vlevo dolů obrácená ostruha s hvězdicovým ostruhovým kolečkem, vše zlaté.. Vlajku tvoří dva svislé pruhy, zelený a modrý. V zeleném pruhu na větévce svěšená borová šiška, v modrém pruhu dolů obrácená ostruha s hvězdicovým ostruhovým kolečkem, vše žluté. Poměr šířky k délce listu je 2:3.

## Galerie

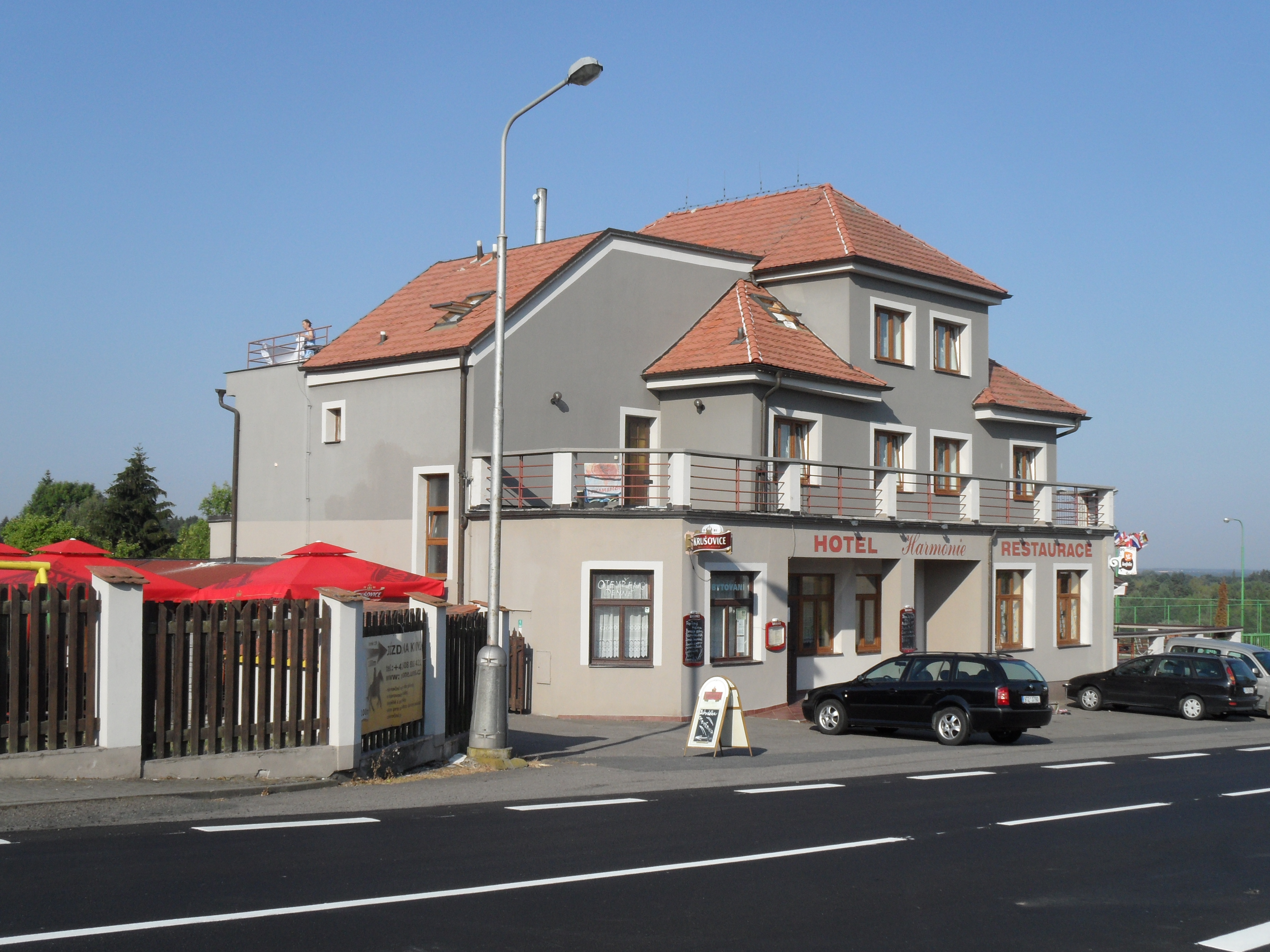
Hotel Harmonie
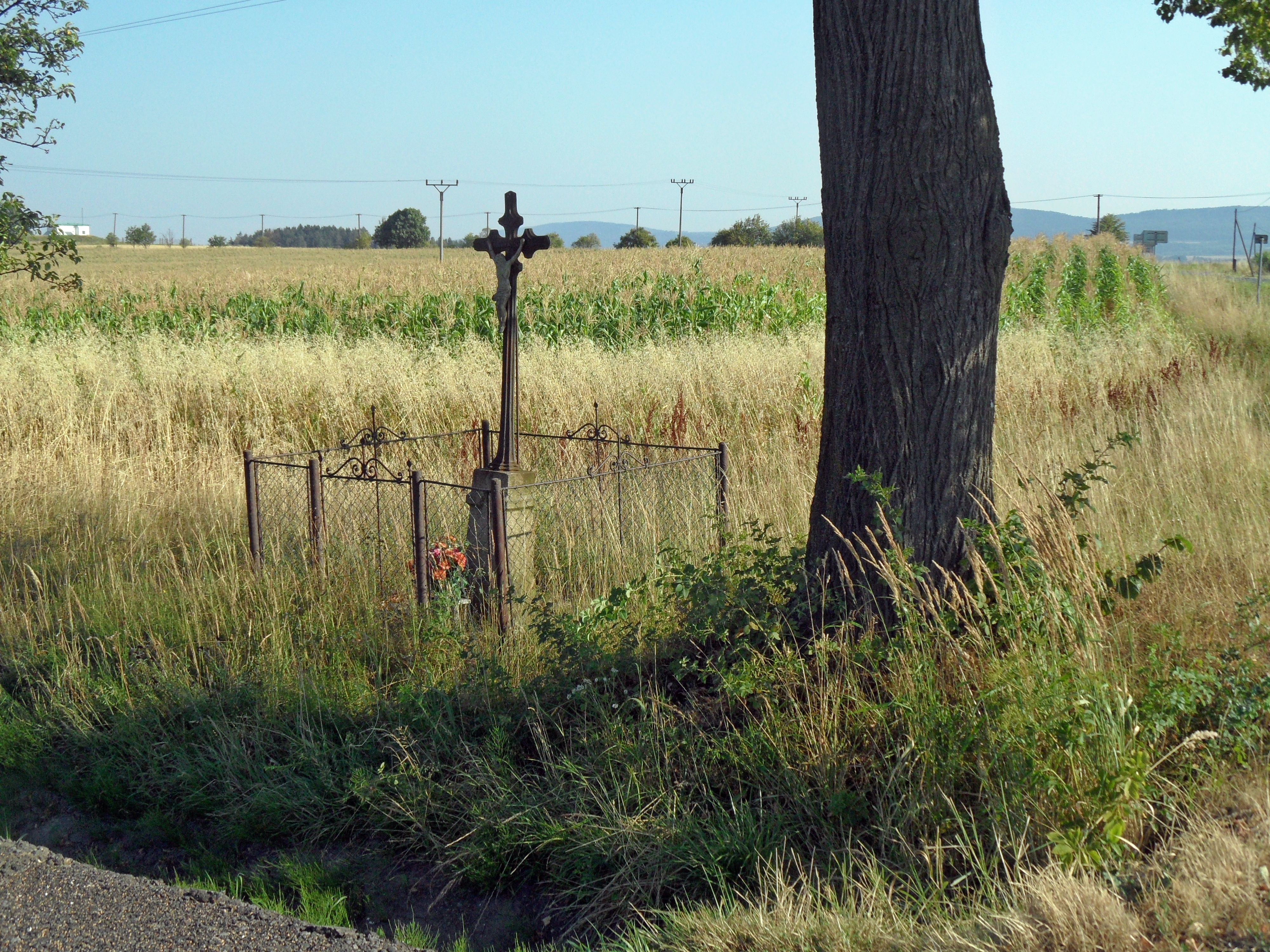
Křížek u křižovatky
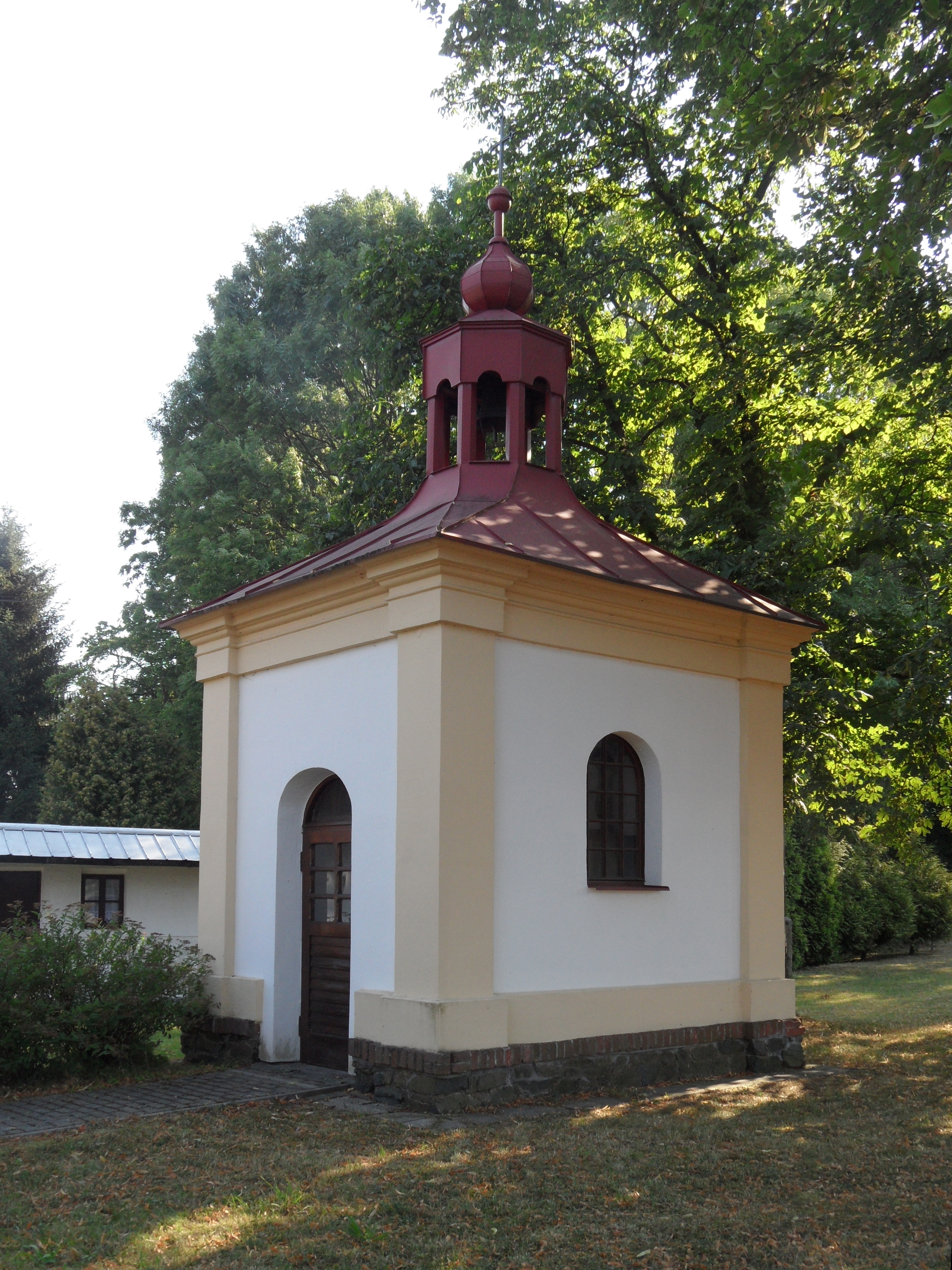
Kaple z roku 1913
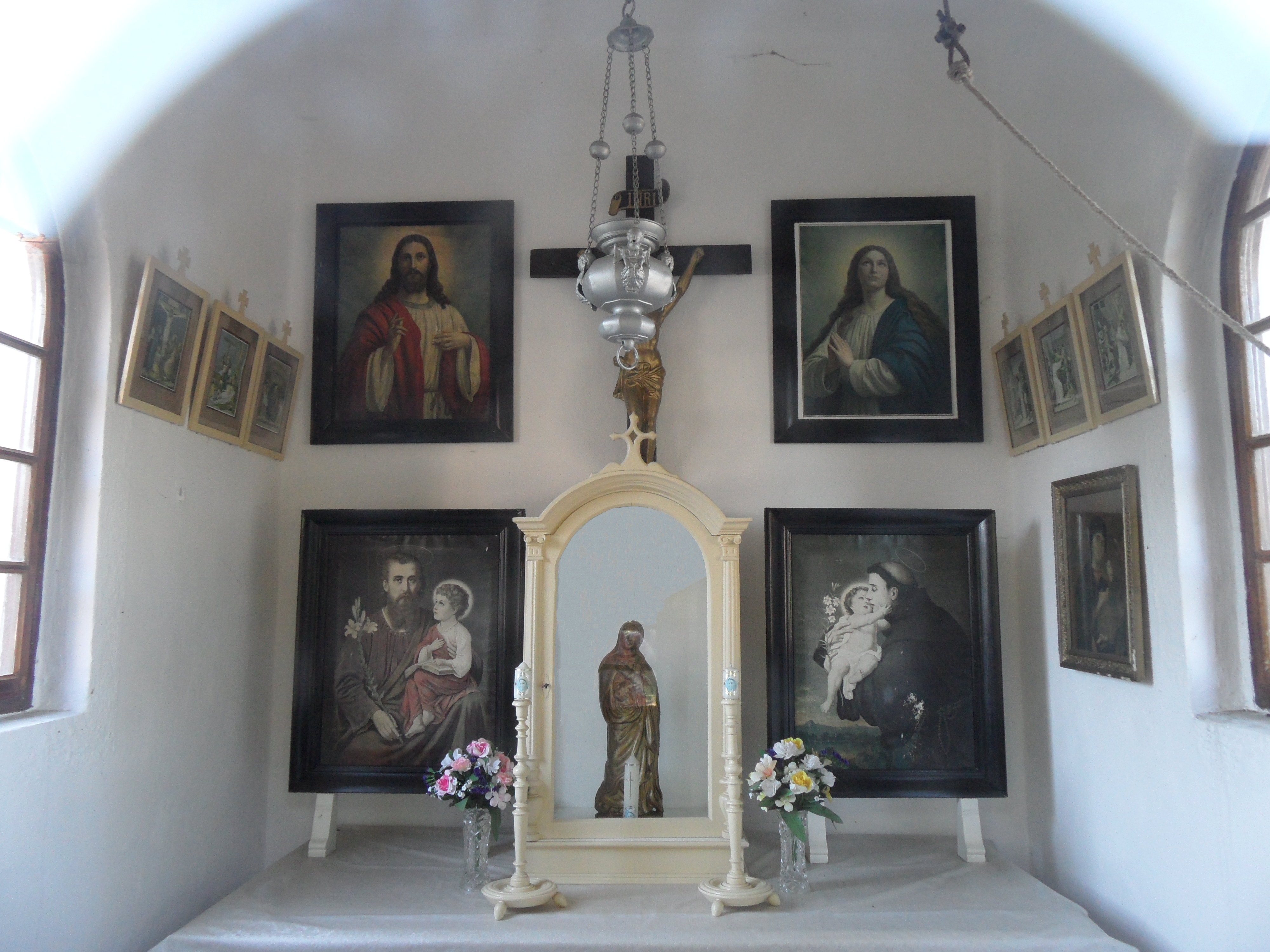
Interiér kaple